# L'emblema di Viktor
L'emblema di Viktor (Too Many Thieves) è un film del 1967 diretto da Abner Biberman.

## Produzione e distribuzione
Il film è stato prodotta dalla collaborazione tra la Filmways Pictures e la Mayo Productions. La Columbia Broadcasting System (CBS) fu la prima, nel 1972, a trasmetterla in televisione, anche se la Metro-Goldwyn-Mayer (MGM) ne conserva tutti i diritti. La Video King distribuì la pellicola in VHS in Grecia nel 1985. Il film è stato distribuito in Finlandia l'11 agosto 1967 con il nome di Liian monta varasta, in Messico il 16 maggio 1968 come Demasiados pillos, a Barcellona il 24 febbraio 1969 come El filo de un cuchillo, in Portogallo il 7 aprile dello stesso anno come O Roubo das Jóias, e a Madrid il 7 febbraio 1972 come El filo de un cuchillo.